# Svartgölen (Lerbäcks socken, Närke)
Svartgölen är en sjö i Askersunds kommun i Närke och ingår i Motala ströms huvudavrinningsområde. Sjöns area är 0,004 kvadratkilometer och den befinner sig 108 meter över havet.